# Имя Россия
«Имя Россия» — проект 2008 года "Телеканала «Россия»" и телекомпании "ВИД", направленный на выбор значимых персоналий, связанных с Россией, путём голосования интернет-пользователей, телезрителей и радиослушателей. Аналог проектов «100 величайших британцев» и «Великие украинцы».

## Описание
Академики Российской академии наук (Институт российской истории РАН) (по словам заместителя директора института Владимира Лаврова, с телеканала «Россия» к ним даже не обращались) и «Фонд эффективной политики» назвали 500 великих деятелей России (спортсменов, политиков, учёных, писателей и т. п.). Также в качестве участника указан Фонд «Общественное мнение».
По словам составителей списка персоналий, изначально для проекта было подготовлено свыше 1200 исторических справок.
Описание проекта было проведено в статье «Такая история» (Российская газета № 98 (4655) от 8 мая 2008). Впоследствии эта газета опубликовала множество статей, посвящённых проекту.
Запуск проекта состоялся накануне Дня Победы. Для анонсирующего ролика «Россия сделала свой выбор» было использовано видео с избранным Президентом России Дмитрием Медведевым. В течение лета в прайм-тайм телеканала «Россия» крутились ролики (мини-фильмы), рассказывающие о пятидесяти крупнейших деятелях отечественной истории.
После перехода проекта в телевизионную фазу (октябрь), телеканал Россия проводил еженедельное часовое шоу, посвящённое каждому из дошедших двенадцати имён. Ведущие шоу — Александр Любимов («фронтмен») и Никита Михалков («арбитр» и «счётная комиссия»).
Записи эфиров с обсуждением двенадцати деятелей, ролики по пятидесяти деятелям, биографии пятисот человек  — можно посмотреть на официальном сайте проекта. 
В 2008 году была издана серия книг, посвящённых наиболее популярным историческим персонажам проекта «Имя Россия».

## Хронология
- 7 мая 2008 — опубликован список "Топ-500", дан старт Интернет-голосованию.
- 12 июня 2008 — выбраны 50 человек, получившие наибольшую поддержку в течение месяца на сайте проекта.
- 5 октября 2008 — начало телевизионного этапа, в списке 12 победителей, выбранных на сайте проекта.
- 27  - 28 декабря 2008 — финал. Когда в прямом эфире программы «Вести недели» был остановлен счетчик зрительских голосов, первая тройка распредилилась так: Александр Невский (524 575), Петр Столыпин (523 766), Иосиф Сталин (519 071). Вплотную к ним приблизился Александр Пушкин (516 608)[4].

- 28 декабря — по результатам теледебатов было выбрано одно имя — Александр Невский.

## Предварительные результаты
На первую половину июля с большим отрывом лидировал Иосиф Сталин (156 тыс. голосов), второе и третье места занимали Владимир Высоцкий и Владимир Ленин (128 и 90 тыс. голосов соотв.). Чуть позже в том же месяце поменяться четвёртым местом со вторым сумел Николай ІІ, Сталин и Ленин сохраняли свои места. (См. также #Обсуждение.)
Согласно результатам на сайте проекта, на 2 августа голоса были распределены так:
1. Владимир Ленин
2. Юрий Гагарин
3. Александр Невский
4. Иосиф Сталин

14 августа 2008 года результаты предыдущего голосования были аннулированы, а голосование по выходу в третий тур было начато заново. Причиной этого администрация сайта назвала «войну машин», хакерские атаки и флешмобы при голосовании.
Согласно рейтингу на сайте проекта, на 11 декабря 2008 года голоса были распределены так:
1. Александр Невский
2. Пётр I Великий
3. Иосиф Сталин
4. Александр Пушкин
5. Пётр Столыпин
6. Владимир Ленин
7. Екатерина II Великая
8. Александр II Освободитель
9. Александр Суворов
10. Дмитрий Менделеев
11. Фёдор Достоевский
12. Иван IV Грозный

Спустя почти две недели ситуация на проекте сильно изменилась. На 24 декабря 2008 года в Интернет-голосовании на сайте проекта голоса были распределены следующим образом:
1. Пётр Столыпин
2. Александр Пушкин
3. Дмитрий Менделеев
4. Александр Невский
5. Фёдор Достоевский
6. Александр Суворов
7. Иосиф Сталин
8. Владимир Ленин
9. Иван IV Грозный
10. Пётр I Великий
11. Екатерина II Великая
12. Александр II Освободитель

При этом Пётр I, занимавший 10-е место, получил более чем в два раза больше голосов, чем Екатерина II, занимавшая 11-е место.

## Список

### 500
| - Аввакум - Айвазовский, Иван Константинович - Александр I Победитель, Благословенный - Александр II Освободитель - Александр III Миротворец - Александр Пересвет - Александров, Александр Васильевич - Александров, Григорий Васильевич - Алексей Михайлович - Алехин, Александр Александрович - Амвросий Оптинский - Андреев, Даниил Леонидович - Андреев, Леонид Николаевич - Андроников Ираклий Луарсабович - Андропов, Юрий Владимирович - Анна Иоанновна - Анна Ярославна - Анненский, Иннокентий Фёдорович - Антоний Печерский - Аракчеев, Алексей Андреевич - Астафьев, Виктор Петрович - Ахматова, Анна Андреевна - Бабанова, Мария Ивановна - Бабель, Исаак Эммануилович - Баграмян, Иван Христофорович - Багратион, Пётр Иванович - Баженов, Василий Иванович - Бакст, Лев Самойлович - Бакулев, Александр Николаевич - Балакирев, Милий Алексеевич - Бальмонт, Константин Дмитриевич - Баранов, Александр Андреевич - Баратынский, Евгений Абрамович - Барклай-де-Толли, Михаил Богданович - Басов, Николай Геннадьевич - Баташёвы: - Андрей Родионович - Иван Родионович - Батюшков, Константин Николаевич - Белинский, Виссарион Григорьевич - Беллинсгаузен, Фаддей Фаддеевич - Белый, Андрей - Бенкендорф, Александр Христофорович - Бенуа, Александр Николаевич - Берггольц, Ольга Фёдоровна - Бердяев, Николай Александрович - Беринг Витус Ионассен - Бернес, Марк Наумович - Бехтерев, Владимир Михайлович - Блок, Александр Александрович - Бове, Осип Иванович - Бондарчук, Сергей Фёдорович - Борис и Глеб - Бородин, Александр Порфирьевич - Ботвинник, Михаил Моисеевич - Боткин, Сергей Петрович - Брежнев, Леонид Ильич - Бродский, Иосиф Александрович - Брумель, Валерий Николаевич - Брусилов, Алексей Алексеевич - Брюллов, Карл Павлович - Брюсов, Валерий Яковлевич - Будённый, Семён Михайлович - Булгаков, Михаил Афанасьевич - Булганин, Николай Александрович - Бунин, Иван Алексеевич - Бурденко, Николай Нилович - Бутлеров, Александр Михайлович - Бухарин, Николай Иванович - Вавилов, Николай Иванович - Василевский, Александр Михайлович - Василий III - Василий Шуйский - Васнецов, Виктор Михайлович - Вернадский, Владимир Иванович - Вертинский, Александр Николаевич - Винцингероде, Фердинанд Фёдорович - Витте, Сергей Юльевич - Вишневский, Александр Васильевич - Владимир I Святой - Владимир Мономах - Волков, Фёдор Григорьевич - Воронихин, Андрей Никифорович - Ворошилов, Климент Ефремович - Врангель, Пётр Николаевич - Врангель, Фердинанд Петрович - Врубель, Михаил Александрович - Высоцкий, Владимир Семёнович - Вяземский, Пётр Андреевич - Гагарин, Юрий Алексеевич - Галич, Александр Аркадьевич - Гамзатов, Расул Гамзатович - Гарин-Михайловский, Николай Георгиевич - Гастелло, Николай Францевич - Герасимов, Сергей Апполинарьевич - Герцен, Александр Иванович - Гиляровский, Владимир Алексеевич - Гиппиус, Зинаида Николаевна - Глазунов, Александр Константинович - Глинка, Михаил Иванович - Глиэр, Рейнгольд Морицевич - Гнесин, Михаил Фабианович - Гоголь, Николай Васильевич - Годунов, Борис - Голицын, Дмитрий Михайлович - Гончаров, Иван Александрович - Горчаков, Александр Михайлович - Горький, Максим - Грабарь, Игорь Эммануилович - Гречко, Андрей Антонович - Грибоедов, Александр Сергеевич - Громов, Михаил Михайлович - Громыко, Андрей Андреевич - Гроссман, Василий Семёнович - Губкин, Иван Михайлович - Гумилёв, Николай Степанович - Гучков, Александр Иванович - Давыдов, Денис Васильевич - Даль, Владимир Иванович - Даль, Олег Иванович - Даниил Чёрный - Дашкова, Екатерина Романовна - Дежнёв, Семён Иванович - Дейнека, Александр Александрович - Демидов, Никита Демидович - Деникин, Антон Иванович - Державин, Гаврила Романович - Джалиль (Джалилов), Муса Мустафович - Дзержинский, Феликс Эдмундович - Довженко, Александр Петрович - Дорошевич, Влас Михайлович - Достоевский Фёдор Михайлович - Дуров, Владимир Леонидович - Дурова, Надежда Андреевна - Дягилев, Сергей Павлович - Егоров, Михаил Алексеевич и Кантария, Мелитон Варламович - Екатерина I - Екатерина II Великая - Елизавета Петровна - Ельцин, Борис Николаевич - Ермак Тимофеевич - Ермолов, Алексей Петрович - Ермолова, Мария Николаевна - Есенин, Сергей Александрович - Жданов, Андрей Александрович - Жуков, Георгий Константинович - Жуковский, Василий Андреевич - Жуковский, Николай Егорович - Замятин, Евгений Иванович - Заслонов, Константин Сергеевич - Зиновьев, Григорий Евсеевич - Зорге, Рихард - Зощенко, Михаил Михайлович - Иван I Калита - Иван III - Иван IV Грозный - Ильин, Иван Александрович - Ильф, Илья Арнольдович и Петров, Евгений Петрович - Ильюшин, Сергей Владимирович - Илья Муромец - Иоанн Кронштадтский - Иосиф Волоцкий - Иоффе, Абрам Фёдорович - Каверин, Вениамин Александрович - Каганович, Лазарь Моисеевич - Калатозов, Михаил Константинович - Калинин, Михаил Иванович - Каменев, Лев Борисович - Кандинский, Василий Васильевич - Кантемир, Антиох Дмитриевич - Капица, Пётр Леонидович - Карамзин, Николай Михайлович - Катаев, Валентин Петрович - Келдыш, Мстислав Всеволодович - Керенский, Александр Фёдорович - Киреевский, Иван Васильевич - Киров, Сергей Миронович - Ключевский, Василий Осипович - Ковалевская, Софья Васильевна - Ковпак, Сидор Артемьевич - Кожедуб, Иван Никитович - Козловский, Иван Семёнович - Коллонтай, Александра Михайловна - Коловрат Евпатий - Колчак, Александр Васильевич - Кольцов, Алексей Васильевич - Комиссаржевская, Вера Фёдоровна - Кондратенко, Роман Исидорович - Конев, Иван Степанович - Корнилов, Владимир Алексеевич - Корнилов, Лавр Георгиевич - Королёв, Сергей Павлович - Короленко, Владимир Галактионович - Космодемьянская, Зоя Анатольевна - Косыгин, Алексей Николаевич - Кочубей, Виктор Павлович - Кошкин, Михаил Ильич - Романов, Константин Константинович - Крамской, Иван Николаевич - Крузенштерн, Иван Фёдорович - Крылов, Иван Андреевич - Крючков, Николай Афанасьевич - Кузнецов, Алексей Александрович - Кузнецов, Николай Герасимович - Кузнецов, Николай Иванович - Кульнев, Яков Петрович - Куприн, Александр Иванович - Курбский, Андрей Михайлович - Курчатов, Игорь Васильевич - Кутузов, Михаил Илларионович - Кшесинская, Матильда Феликсовна - Лазарев, Михаил Петрович - Ландау, Лев Давидович - Левитан, Исаак Ильич - Левитан, Юрий Борисович - Лемешев, Сергей Яковлевич - Ленин (Ульянов), Владимир Ильич - Лермонтов, Михаил Юрьевич - Лесков, Николай Семёнович - Лефорт, Франц Яковлевич - Литвинов, Максим Максимович (Валлах Макс) - Лобановский, Валерий Васильевич, заменён на Дмитрия Сергеевича Лихачёва - Лобачевский, Николай Иванович - Ломоносов, Михаил Васильевич - Лорис-Меликов, Михаил Тариэлович - Луначарский, Анатолий Васильевич - Львов, Алексей Фёдорович - Львов, Георгий Евгеньевич - Ляпунов, Прокопий Петрович - Магницкий, Леонтий Филиппович - Макаренко, Антон Семёнович - Макаров, Степан Осипович - Малевич, Казимир Северинович - Маленков, Георгий Максимилианович - Малиновский, Родион Яковлевич - Мандельштам, Осип Эмильевич - Маресьев, Алексей Петрович - Маринеско Александр Иванович - Мартов, Юлий Осипович - Маршак, Самуил Яковлевич - Матрона Московская - Матросов, Александр Матвеевич - Махно, Нестор Иванович - Маяковский, Владимир Владимирович - Мейерхольд, Всеволод Эмильевич - Мельников, Яков Фёдорович - Менделеев, Дмитрий Иванович - Меншиков, Александр Данилович - Мережковский, Дмитрий Сергеевич - Мерецков, Кирилл Афанасьевич - Миклухо-Маклай, Николай Николаевич - Микоян, Анастас Иванович - Микоян, Артём Иванович | - Милорадович, Михаил Андреевич - Милюков, Павел Николаевич - Кузьма Минин - Миних, Христофор Андреевич - Михайловский, Николай Константинович - Мичурин, Иван Владимирович - Моисеев, Игорь Александрович - Молотов, Вячеслав Михайлович - Мусоргский, Модест Петрович - Мухина, Вера Игнатьевна - Нахимов, Павел Степанович - Некрасов, Николай Алексеевич - Немирович-Данченко, Владимир Иванович - Нестеров, Михаил Васильевич - Нетто, Игорь Александрович - Нечкина, Милица Васильевна - Нижинский, Вацлав Фомич - Никитин Афанасий - Николай I - Николай II - Никон - Нил Сорский - Новиков, Николай Иванович - Образцов, Сергей Владимирович - Огарков, Николай Васильевич - Одоевский, Владимир Фёдорович - Ожегов, Сергей Иванович - Окуджава, Булат Шалвович - Олег - Олеша, Юрий Карлович - Ольга - Орджоникидзе, Григорий Константинович (Серго) - Орлов-Чесменский, Алексей Григорьевич - Орлов, Григорий Григорьевич - Орлова, Любовь Петровна - Остерман, Андрей Иванович - Островский, Александр Николаевич - Павел I - Павлов, Иван Петрович - Павлов, Яков Федотович - Павлова, Анна Павловна (Матвеевна) - Панин, Никита Иванович - Папанин, Иван Дмитриевич - Пастернак, Борис Леонидович - Паустовский, Константин Георгиевич - Пахомова, Людмила Алексеевна - Перов, Василий Григорьевич - Пестель, Павел Иванович - Петипа, Мариус Иванович - Пётр I Великий - Пётр и Феврония Муромские - Петров-Водкин, Кузьма Сергеевич - Пирогов, Николай Иванович - Писарев, Дмитрий Иванович - Платов, Матвей Иванович - Платонов Сергей Фёдорович - Плеве, Вячеслав Константинович - Плеханов, Георгий Валентинович - Победоносцев, Константин Петрович - Подгорный, Николай Викторович - Поддубный, Иван Максимович - Пожарский, Дмитрий Михайлович - Покрышкин, Александр Иванович - Полевой, Борис Николаевич - Поликарпов, Николай Николаевич - Попов, Александр Степанович - Потемкин, Григорий Александрович - Пржевальский, Николай Михайлович - Прокопович, Феофан - Прокофьев, Сергей Сергеевич - Прохоров, Александр Михайлович - Пугачев, Емельян Иванович - Пудовкин, Всеволод Илларионович - Пуришкевич, Владимир Митрофанович - Путилов, Алексей Иванович - Пушкин, Александр Сергеевич - Радищев, Александр Николаевич - Раевский, Николай Николаевич - Разин, Степан Тимофеевич - Райкин, Аркадий Исаакович - Раневская, Фаина Григорьевна - Распутин (Новых), Григорий Ефимович - Репин, Илья Ефимович - Рерих, Николай Константинович - Римский-Корсаков, Николай Андреевич - Родзянко, Михаил Владимирович - Родион Ослябя - Розенталь, Дитмар Эльяшевич - Рокоссовский, Константин Константинович - Романов, Михаил Фёдорович - Романова, Елизавета Фёдоровна - Романова, Мария Фёдоровна - Ромм, Михаил Ильич - Росси, Карл Иванович - Ростропович, Мстислав Леопольдович - Рублёв, Андрей - Румянцев-Задунайский, Пётр Александрович - Рыбаков, Анатолий Наумович - Рыков, Алексей Иванович - Рылеев, Кондратий Фёдорович - Рюрик - Рябушинский, Дмитрий Павлович - Савва Сторожевский - Савичева, Татьяна Николаевна - Саврасов, Алексей Кондратьевич - Салтыков, Пётр Семёнович - Салтыков-Щедрин, Михаил Евграфович - Сахаров, Андрей Дмитриевич - св. Александр Невский - св. Александр Свирский - св. Андрей Боголюбский - св. Василий Блаженный - св. Геннадий - св. Даниил Александрович - св. Дмитрий Донской - св. Евфросиния Полоцкая - св. Зосима Соловецкий - св. Нестор - св. патриарх Гермоген - св. патриарх Иов - св. Пафнутий Боровский - св. Филипп - Свердлов, Яков Михайлович - Свиридов, Георгий Васильевич - Святослав I - Семёнов, Николай Николаевич - Семёнов-Тян-Шанский, Пётр Петрович - Серафим Саровский - Сергий Радонежский - Серов, Валентин Александрович - Сеславин, Александр Никитич - Сеченов, Иван Михайлович - Сикорский, Игорь Иванович - Симеон Полоцкий - Симонов, Константин Михайлович - Склифосовский, Николай Васильевич - Скобелев, Михаил Дмитриевич - Скрябин, Александр Николаевич - Смоктуновский, Иннокентий Михайлович - Собчак, Анатолий Александрович - Соловьев, Сергей Михайлович - Солоневич, Иван Лукьянович - Софья Алексеевна - Софья Палеолог - Сперанский, Михаил Михайлович - Спиридов, Григорий Андреевич - Спиридонова, Мария Александровна - Сталин (Джугашвили), Иосиф Виссарионович - Станиславский (Алексеев) Константин Сергеевич - Стаханов, Алексей Григорьевич - Столыпин, Пётр Аркадьевич - Стравинский, Игорь Фёдорович - Стрельцов, Эдуард Анатольевич - Строганов, Александр Сергеевич - Строганов, Аникей Фёдорович - Струве, Пётр Бернгардович - Стругацкие Аркадий и Борис - Суворин, Алексей Сергеевич - Суворов, Александр Васильевич - Сумароков, Александр Петрович - Суриков, Василий Иванович - Сусанин, Иван - Сытин, Иван Дмитриевич - Талалихин, Виктор Васильевич - Тарасов, Анатолий Владимирович - Таривердиев, Микаэл Леонович - Тарковский, Андрей Арсеньевич - Татищев, Василий Никитич - Татлин, Владимир Евграфович - Терешкова, Валентина Владимировна - Твардовский, Александр Трифонович - Тимирязев, Климент Аркадьевич - Тихон - Толстой, Алексей Константинович - Толстой, Алексей Николаевич - Толстой, Лев Николаевич - Томский, Михаил Павлович - Тон, Константин Андреевич - Тормасов, Александр Петрович - Тредиаковский, Василий Кириллович - Третьяков, Павел Михайлович - Троцкий, Лев Давидович - Туполев, Андрей Николаевич - Тургенев, Иван Сергеевич - Тухачевский, Михаил Николаевич - Тютчев, Фёдор Иванович - Уваров, Сергей Семёнович - Уланова, Галина Сергеевна - Устинов, Дмитрий Фёдорович - Утесов, Леонид Осипович - Ушаков, Фёдор Фёдорович - Фадеев, Александр Александрович - Фёдор Иванович - Фёдоров, Святослав Николаевич - Феофан Грек - Феофан Затворник - Ферсман, Александр Евгеньевич - Фет (Шеншин), Афанасий Афанасьевич - Фёдоров, Иван Фёдорович - Филарет - Филофей - Флоренский, Павел Александрович - Фонвизин, Денис Иванович - Фрунзе, Михаил Васильевич - Хабаров, Ерофей Павлович (по прозвищу Святитский) - Ханжонков, Александр Алексеевич - Харламов, Валерий Борисович - Хачатурян, Арам Ильич - Хмельницкий, Богдан (Зиновий) Михайлович - Холодная, Вера Васильевна - Хрущёв, Никита Сергеевич - Цандер, Фридрих Артурович - Цветаева, Марина Ивановна - Циолковский, Константин Эдуардович - Чаадаев, Пётр Яковлевич - Чайковский, Пётр Ильич - Чапаев, Василий Иванович - Чаянов, Александр Васильевич - Черенков, Павел Алексеевич - Чернов, Виктор Михайлович - Чернышёв, Захар Григорьевич - Чехов, Антон Павлович - Чирков, Борис Петрович - Чичерин, Георгий Васильевич - Чкалов, Валерий Павлович - Чохов (Чехов), Андрей - Чуковский, Корней Иванович - Шагал, Марк Захарович - Шаламов, Варлам Тихонович - Шаляпин, Фёдор Иванович - Шапошников, Борис Михайлович - Шереметев, Борис Петрович - Шехтель, Фёдор Осипович (Франц Адольф) - Шишкин, Иван Иванович - Шмелев, Иван Сергеевич - Шнитке, Альфред Гарриевич - Шолохов, Михаил Александрович - Шостакович, Дмитрий Дмитриевич - Шувалов, Пётр Иванович - Шукшин, Василий Макарович - Шульженко, Клавдия Ивановна - Щусев, Алексей Викторович - Эйзенштейн, Сергей Михайлович - Эренбург, Илья Григорьевич - Юденич, Николай Николаевич - Юрий Долгорукий - Яблочков, Павел Николаевич - Яковлев, Александр Николаевич - Яковлев, Александр Сергеевич - Ярослав Мудрый - Яшин, Лев Иванович |

### 50
| - Александр II Освободитель - Блок, Александр Александрович - Булгаков, Михаил Афанасьевич - Бунин, Иван Алексеевич - Высоцкий, Владимир Семёнович - Гагарин, Юрий Алексеевич - Гоголь, Николай Васильевич - Даль, Владимир Иванович - Деникин, Антон Иванович - Достоевский, Фёдор Михайлович - Екатерина II Великая - Ельцин, Борис Николаевич - Есенин, Сергей Александрович - Жуков, Георгий Константинович - Иван IV Грозный - Илья Муромец - Королёв, Сергей Павлович - Кутузов, Михаил Илларионович - Ленин (Ульянов), Владимир Ильич - Лермонтов, Михаил Юрьевич - Ломоносов, Михаил Васильевич - Менделеев, Дмитрий Иванович - Кузьма Минин и Пожарский, Дмитрий Михайлович - Нахимов, Павел Степанович - Николай II | - Пётр I Великий - Пирогов, Николай Иванович - Потёмкин, Григорий Александрович - Пушкин, Александр Сергеевич - Рокоссовский, Константин Константинович - Рублёв, Андрей - Рюрик - Сахаров, Андрей Дмитриевич - св. Александр Невский - св. Дмитрий Донской - Сергий Радонежский - Столыпин, Пётр Аркадьевич - Суворов, Александр Васильевич - Сталин (Джугашвили), Иосиф Виссарионович - Толстой, Лев Николаевич - Тургенев, Иван Сергеевич - Ушаков, Фёдор Фёдорович - Хрущёв, Никита Сергеевич - Циолковский, Константин Эдуардович - Чайковский, Пётр Ильич - Чехов, Антон Павлович - Шаляпин, Фёдор Иванович - Юрий Долгорукий - Ярослав Мудрый - Яшин, Лев Иванович |

### 12
| Дата передачи | Историческая личность | Представитель в передаче                                 | Оценка жюри |
| ------------- | --------------------- | -------------------------------------------------------- | ----------- |
| 5 октября     | Александр Невский     | митрополит Смоленский и Калининградский Кирилл           | 131         |
| 12 октября    | Пётр I                | посол РФ на Украине Виктор Черномырдин                   | 96          |
| 19 октября    | Иосиф Сталин          | генерал армии Валентин Варенников                        | 39          |
| 26 октября    | Дмитрий Менделеев     | профессор, вице-президент РАЕН Сергей Капица             | 114         |
| 2 ноября      | Александр Суворов     | председатель Совета Федерации РФ Сергей Миронов          | 120         |
| 9 ноября      | Фёдор Достоевский     | представитель России при НАТО Дмитрий Рогозин            | 105         |
| 16 ноября     | Екатерина II          | губернатор Краснодарского края Александр Ткачёв          | 94          |
| 23 ноября     | Владимир Ленин        | лидер КПРФ Геннадий Зюганов                              | 34          |
| 30 ноября     | Александр II          | директор Института Российской истории РАН Андрей Сахаров | 113         |
| 14 декабря    | Иван Грозный          | художник Илья Глазунов                                   | 59          |
| 17 декабря    | Александр Пушкин      | поэт, эссеист и пушкинист Юрий Кублановский              | 131         |
| 21 декабря    | Пётр Столыпин         | кинорежиссёр Никита Михалков                             | 116         |

По итогам голосования жюри было решено назвать победителем Александра Невского и Александра Пушкина совместно, Суворов — на втором месте, Столыпин — на третьем.

## Критика
Некоторые российские историки указали на недостоверность и сомнительность изложенных в проекте сведений об исторических персоналиях.
Согласно материалам Lenta.ru, часто приводимые краткие исторические справки искажают исторические факты, заслуги и значение отдельных деятелей для российской истории.
Если в первые недели проекта голоса лидирующих персон набирались сравнительно равномерно, то с начала июля потоком пошли случаи изменяющихся день ото дня массовых приростов голосов, когда у отдельных номинантов, до того имевших несколько сот тысяч, десятков тысяч или даже тысяч голосов, в течение суток стало прибавляться по 100—550 и более тысяч голосов, после чего для части из них следовали периоды, когда они вновь получали единицы тысяч голосов. Первыми значительные приросты начали получать Сталин и Высоцкий, затем Николай II, позже — Хрущёв, Александр Невский, Ленин, Жуков, Рокоссовский, Гагарин и другие. Учитывая то, что проект позволяет голосовать неоднократно, без регистрации и даже без проверки CAPTCHA, наблюдатели сделали вывод о том, что рейтинги стали накручиваться искусственно при помощи программ-ботов, а проект превратился во всероссийский чемпионат хакеров-кликеров. Кроме того, в связи с тем, что в разные дни массовый прирост голосов наблюдался у персон попеременно как с неоднозначной, так и с положительной преобладающей общественной оценкой, наблюдателями делались выводы о том, что в гонку с искусственным приростом голосов включилась администрация проекта, обеспокоенная возможностью победы персон, часто именуемых в современных российских СМИ неоднозначными или одиозными (Сталин, Хрущёв, Ленин, Николай II) и противопоставляющая им иных героев (Невский, Гагарин).
Доктор исторических наук, исследователь сталинизма Олег Хлевнюк считает, что «люди, которые голосовали за Сталина, голосовали за миф, который не имел ничего общего с исторической действительностью». И у этого мифа есть опора не только на телевидении: в новой книге для учителей истории миллионы жертв террора Сталина преподносятся как неизбежные жертвы модернизации и победы в Великой Отечественной войне.
О лидерстве по количеству голосов Сталина его правнук Яков Джугашвили высказал мнение, что «нынешние результаты голосования всего лишь незначительное проявление симптомов выздоровления Русского народа, который наконец выздоравливает и встает с колен».
По мнению журналистки Елены Ямпольской: Не «Сталин — наше имя», — сказала Россия. Она сказала: «Мы больше не хотим так жить». Михаил Делягин отмечал, что "Сталин, к ужасу организаторов, лидировал до тех пор, пока политическая необходимость, насколько можно судить, не вызвала вмешательство в ход подсчета голосов".

## Альтернативные проекты
В качестве ответа на инициированный государственным телеканалом проект «Имя России» появились альтернативные творческие проекты:
- «Имя России» — Исторический выбор России. Проект является оппозиционным по отношению ко всем уже существующим, так как по мнению авторов никто не вправе вмешиваться в процесс голосования ни «слева», ни «справа».